# Коми-пермјачки аутономни округ
Коми-пермјачки аутономни округ (рус. Коми-Пермяцкий автономный округ) или Пермјакија (рус. Пермякия) је бивша федерална јединица Руске Федерације. Постојала је од 1925. до 2005. године, када је трансформисана у Коми-пермјачки округ у саставу Пермског краја. По попису из 2002. године, становништво округа су чинили претежно Пермјаци (59,0%) и Руси (38,2%).